# Розенмюллер, Иоганн Христиан
Иога́нн Христиа́н Розенмю́ллер (нем. Johann Christian Rosenmüller; 1771 — 1820) — немецкий анатом, сын Иоганна Георга Розенмюллера.

## Биография
Был прозектором анатомического института, а затем профессором анатомии и хирургии в Лейпциге. Исследовал пещеры близ Муггендорфа в Баварии; одна из них до сих пор носит название «пещеры Розенмюллера».
В период с 1800 по 1803 год Розенмюллер вместе с Генрихом Фридрихом Изенфламмом опубликовал статьи по искусству вскрытия в двух томах.
Именем Розенмюллера названы следующие анатомические структуры:
- Ямка Розенмюллера (латеральный носоглоточный карман)
- Железа Розенмюллера (ве́ковая часть слёзной железы)
- Орган Розенмюллера (эпоофорон, остаток мезонефрального протока; структура, гомологичная придатку яичка у мужчин)
- Лимфатический узел Розенмюллера-Пирогова (располагающийся под паховой связкой в сосудистой лакуне)

## Труды
- «Beiträge zur Zergliederunskunst» (Лейпциг, 1800)
- «Chirurgische-anatomische Abbildungen für Aerzte und Wundärzte» (Веймар, 1804—12)
- «Handbuch der Anatomie des menschlichen Körpers» (Лейпциг, 1808)